# جانيت وليامز (مغنية)
جانيت وليامز (بالإنجليزية: Janet Williams)‏ هي معلمة موسيقى ومغنية ومغنية أوبرا أمريكية، ولدت في القرن العشرين في ديترويت في الولايات المتحدة.

## وصلات خارجية
- الموقع الرسمي